# أويسين سميث
أويسين سميث (بالإنجليزية: Oisin Smyth)‏ (مواليد 5 مايو 2000) هو لاعب كرة قدم محترف إيرلندي شمالي يلعب لفريق أكسفورد يونايتد كلاعب خط وسط.